# Contea di Nêdong
Nêdong (乃东县S; 乃东县T; Nǎidōng XiànP) è una contea cinese della prefettura di Shannan nella Regione Autonoma del Tibet.
Il capoluogo è la città di Zetang (Tsetang). Nel 1999 la contea contava 55.314 abitanti per una superficie totale di 2184.98 km². La contea fu istituita nel 1959. Nella contea è situato il monastero di Changzhug (tempio di Tradruk), un monastero buddista risalente al regno di Songtsen Gampo che si trova nella valle dello Yarlung  così come l'antico palazzo di Yungbulakang.

## Geografia fisica

### Territorio
La contea si trova a 191 km dalla città di Lhasa e a 97 km dall'aeroporto di Gonggar. Oltre ai fiumi Yarlung Zambo e Yalong, scorrono nella contea oltre 40 corsi d'acqua.
La fauna è rappresentata da esemplari di cervo muschiato, orso nero, lontra, lince.

### Clima
Nêdong gode di un clima monsonico tipico degli altopiani della zona. La temperatura media annua è di 8,2 gradi, le precipitazioni annue di 400 mm.

## Geografia antropica

### Centri abitati
- Zêtang 泽当镇
- Changzhu 昌珠镇
- Jieba 结巴乡
- Suozhu 索珠乡
- Yadui 亚堆乡
- Pozhang 颇章乡
- Duopozhang 多颇章乡

## Economia
Nêdong è una contea semi-agricola e le colture producono principalmente orzo, frumento invernale, frumento primaverile, colza. Sono allevati yak, bovini, pecore e capre. 
Le risorse minerarie principali sono cromo, oro, rame, ferro, vetro, mica, oro alluvionale, granito, pietra calcarea.